# NGC 6162
NGC 6162 ist eine 13,6 mag helle linsenförmige Galaxie vom Hubble-Typ S0 im Sternbild Herkules am Nordsternhimmel. Sie ist schätzungsweise 506 Millionen Lichtjahre von der Milchstraße entfernt und hat einen Durchmesser von etwa 135.000 Lichtjahren. Die Galaxie ist Mitglied der Hickson Compact Group 82.
Im selben Himmelsareal befinden sich u. a. die Galaxien NGC 6161 und NGC 6163.
Das Objekt wurde am 30. Juni 1870 von Édouard Stephan entdeckt.